# Éditions Tallandier
Les Éditions Tallandier sont une maison d'édition française créée en 1901. Elles succèdent à La Librairie illustrée (1875-1900), succédant elle-même à la Librairie Polo fondée en 1871.
Bien que le développement initial reposât surtout sur l'édition de collections de romans populaires, les Éditions Tallandier sont notamment reconnues pour leur catalogue d'essais historiques qui, au début du XXe siècle, leur a permis de conquérir des lettres de noblesse - ce grâce aux ouvrages de Madelin, de Calmette, de Lavedan ou encore de Lavisse. Elles continuent de publier les travaux d'historiens comme Emmanuel de Waresquiel, Jean Tulard, Marc Ferro ou encore Michel Winock.
Dans les années 2010, leur catalogue s'est élargi à des essais portant sur le monde contemporain.

## Historique

### Héritiers de la Librairie Polo - La Librairie illustrée
Fondée en 1871 par François Polo et Georges Decaux, la Librairie Polo devient en moins de vingt ans l'une des figures de proue de l’édition populaire. D’abord connue sous le nom des « Bureaux de l’éclipse » dès 1868, puis, en 1875, de « La Librairie illustrée », éditrice entre autres de périodiques illustrés comme La Caricature, le Journal des voyages, le Musée universel et La Science illustrée. En 1890, Decaux, malade, se retire et laisse ses parts à son employé et ami, Désiré Armand Montgredien (né le 28 avril 1853 à Passy), lequel va fonder Montgredien & Cie.
Les frères Charles et Jules Tallandier, d'abord associés de la Société Montgredien & Cie qu'ils ont fondée en 1896 avec Désiré-Armand Montgredien, reprennent La Librairie illustrée en 1900. Puis Jules, en octobre 1901, reprend le fonds d'édition de son frère (qui se retire pour raisons de santé) et rachète les parts de Montgredien. La maison prend alors le nom de « Librairie illustrée Montgredien & Cie, Jules Tallandier, Successeur » et devient en 1902 « Librairie Illustrée - J. Tallandier, Éditeur ».

### Éditions Jules Tallandier avant 1918
Héritant de l'hebdomadaire populaire le Journal des voyages fondé en 1877 par Maurice Dreyfous, Tallandier est à l'origine de nombreux journaux (tels que : Mon bonheur, Le Journal de la Femme, ou encore Dimanche, le miroir de la semaine créé en juin 1945), de périodiques d'histoire (telles que : Lisez-moi Historia qui deviendra Historia), et de périodiques populaires (comme le journal de faits divers L'Œil de la police). Il lance aussi des collections de romans populaires (comme « Le Livre national »), et devient dans l'entre-deux-guerres l'un des principaux éditeurs de collections romanesques périodiques, concurremment avec Arthème Fayard et avec Ferenczi.

### Tallandier depuis 1918
En 1931, le groupe Hachette rachète 60 % du capital et assure la diffusion via les Messageries Hachette. Les éditions Tallandier sont d'abord dirigées dans un premier temps par le gendre de Jules Tallandier, Rémy Dumoncel (1888-1945), époux de Germaine Tallandier. Après la mort de Jules Tallendier le 12 janvier 1933, la direction est transmise à Henri Manhès, son plus proche collaborateur. Durant l'Occupation, le siège de la maison est transféré à Clermont-Ferrand. Henri Manhès est arrêté pour faits de résistance puis déporté le 22 janvier 1944. Rémy Dumoncel est arrêté à son tour, le 4 mai 1944 pour faits de résistance, et meurt en déportation en 1945. Après la Seconde Guerre mondiale, c'est son fils, Maurice Dumoncel (1919-2013), petit-fils de Jules Tallandier qui devient président; et président emblématique, qui va diriger les éditions Taillandier durant 40 ans. Jacques Marchandise (1918-2002), devenu président de Hachette en 1977, assure brièvement la présidence de Taillandier jusqu'en 1981, au moment du rachat de Hachette par Matra.
En novembre 1997, François de L'Espée (1943-1998), ancien directeur commercial des éditions Larousse, rachète la totalité des actions de la société des éditions Tallandier.
Depuis 1999, les éditions Tallandier appartiennent au groupe Artémis (66,6 %) et, plus précisément depuis 2015, à Xavier de Bartillat, acquéreur des parts de La Martinière (acquise initialement à hauteur de 34 % en 2001) qui a donc été nommé président-directeur général de Tallandier.
En 2010, le catalogue comprenait plus de mille titres avec une soixantaine de nouveautés par an. En 2020, le catalogue totalise plus de 2 100 titres, donc 450 pour la collection Texto (livres de poche) et une centaine de nouveautés chaque année.
Tallandier est diffusé par le CDE et Madrigall.

## Collections

### Collections actuelles
- Cétéki - Cétékoi (jeunesse)
- Libre à elles
- En 100 questions
- Histoire de
- Le Monde selon
- Tallandiers Essais
- Texto (livres de poche)

### Anciennes collections périodiques
- À la page

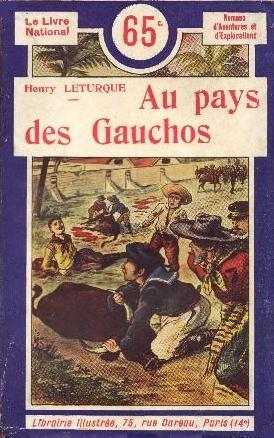
L'un des titres de la collection illustrée « Le Livre national » vendu 65 centimes en 1908.

- À travers l'univers (jeunesse, 1932-1953)
  - Aventures vécues de mer et d'outre-mer
  - Aventures étranges - voyages lointains
- Aventures du Far-west
- Les Beaux Romans dramatiques (1933- ?)
- Bibliothèque d'aventures et de voyages
- Bibliothèque nationale
- Les Bleuets
- Les Chevaliers de l'Aventure
- Le Cercle du nouveau livre
- Le Cercle romanesque
- Cinéma-bibliothèque
- Ciné-roman-film
- Collection bleue
- Criminels et Policiers
- Festival du roman
- Floralies, collection sentimentale à succès[12]
- Grandes aventures et voyages excentriques (1923-1953)
- Grands Romans d'aventures
- L'Histoire en Batailles
- Historia Magazine - La Guerre d'Algérie
- Le Journal de la France
- Le Livre d'aventures
- Le Livre national (1908- )
  - Livre national rouge
  - Livre national bleu
  - Le Roman populaire
  - Les Romans pour tous (1918- )
- Le Livre de Poche Tallandier
- Lisez-moi - Historia
- Le Lynx
- L'Œil de la police
- Panorama de la Guerre
- Romans célèbres et drames d'amour ( -1933)
- Le Roman du dimanche
- Les Romans héroïques (1911- )
- Les Romans mystérieux (1910-1950)[13]
- La Science illustrée (1900-1905)
- Les Sept Couleurs
- Texto, le goût de l'Histoire
- Voyages lointains et aventures étranges (1927-1932)